# گیچی نیشیهارا
گیچی نیشیهارا (انگلیسی: Giichi Nishihara؛ ۱۹۲۹ – ۱۶ اوت ۲۰۰۹ (aged 80)) کارگردان فیلم، تهیه‌کننده فیلم، فیلم‌بردار، فیلم‌نامه‌نویس، بوکسور، و بازیگر اهل ژاپن بود.